# Christiaan Eijkman
Christiaan Eijkman (Nijkerk, 1858. augusztus 11. – Utrecht, 1930. november 5.) holland orvos és fiziológus. 1929-ben Frederick Hopkinssal közösen fiziológiai Nobel-díjat kapott, mert felfedezte, hogy a beriberit az egyoldalú táplálkozás okozza. Felismerése fontos előzménye volt a vitaminok felfedezésének. 

## Tanulmányai és munkahelyei

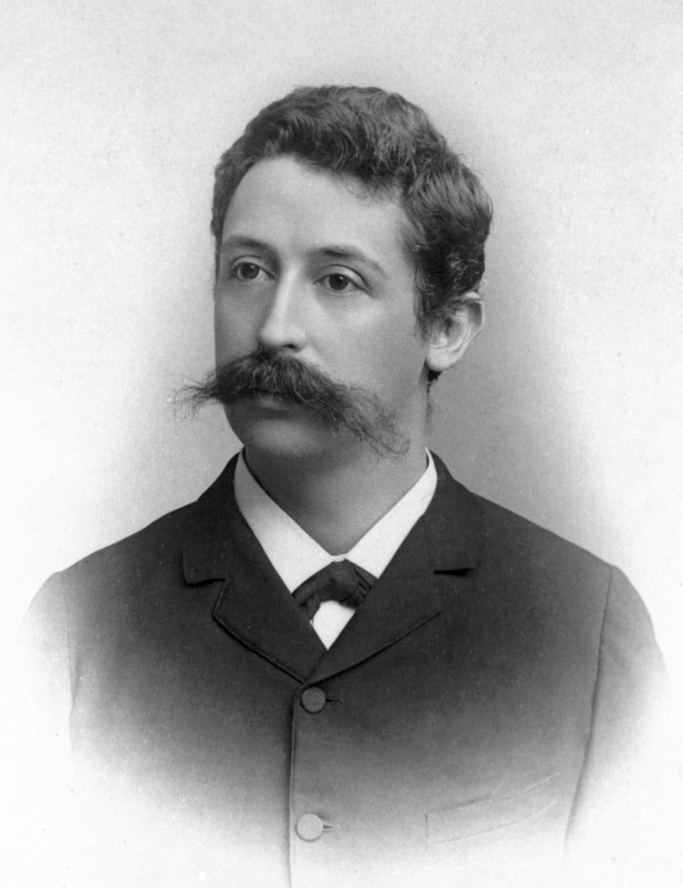
Christiaan Eijkman fiatal korában

Christiaan Eijkman 1858. augusztus 11-én született a hollandiai Nijkerkben, a helyi iskola igazgatójának, Christiaan Eijkmannak és feleségének, Johanna Alida Poolnak hetedik gyermekeként. Egy évvel később apját Zaandam új iskolájának igazgatójává nevezték ki és a család vele együtt költözött. Christiaan és testvérei is itt kezdték el tanulmányaikat. 1875-ben Christiaan beiratkozott az Amszterdami Egyetem katonaorvosi szakára, ahol elsősorban a gyarmatok számára képeztek egészségügyi szakembereket. 1883-ban kapta meg orvosi diplomáját; szakdolgozatát az idegek polarizációjáról írta.
Ugyanebben az évben elhagyta Hollandiát és Jávára utazott, ahol előbb Semarangban, majd a sziget déli partvidékén, Tjilatjap faluban és Szumátra nyugati részén dolgozott orvosként. Még Jáván maláriás lett és 1885-re annyira leromlott az állapota, hogy vissza kellett térnie Európába.
Amszterdamban előbb E. Forster laboratóriumában dolgozott, majd Robert Koch munkatársa volt Berlinben. Itt találkozott  C. A. Pekelharinggal és  C. Winklerrel, akiket a holland kormány a gyarmatokon dúló beriberi-járvány kivizsgálásával bízott meg és éppen Jávára készültek. Eijkman csatlakozott hozzájuk és rövidesen visszautazott a Kelet-Indiákra. 1887-ben Pekelharingot és Winklert visszahívták, de még elutazásuk előtt elérték a kormányzónál, hogy állandósítsák ideiglenes laboratóriumukat a batáviai katonai kórházban, amelynek vezetője Eijkman lett. Egyúttal kinevezték a Dokter Djawa School (a jávai orvosi főiskola) igazgatójává is; később ebből az intézményből lett az Indonéziai Egyetem.
Eijkman 1896-ig volt a laboratórium vezetője, ez alatt az idő alatt fontos megfigyeléseket tett. Megállapította, hogy a közhiedelemmel ellentétben a trópusokra költöző európaiak vére - legalábbis ami a vörösvértestek számát, a vérsüllyedést, a szérum- és víztartalmat illeti - nem változik meg. Megfigyelte, hogy az európaiak és a helybeliek anyagcseréje között nincs alapvető különbség; annak sebessége elsősorban a végzett fizikai munkától függ. Nem talált különbséget a légzési hatékonyságban, verejtékezésben vagy a testhőmérséklet szabályozásában sem. Ezáltal sikerült megcáfolnia azt a nézetet, hogy a mérsékelt övről Jávára érkezőknek bizonyos ideig akklimatizálódniuk kell a trópusi éghajlathoz. 

## A beriberi okának felfedezése
Eijkmannak sikerült áttörést elérnie a beriberi kutatásában is (ami kiküldetésének fő célja volt), bár sikerét egyaránt köszönhette jó megfigyelőképességének és a szerencsének. Észrevette, hogy laboratóriumi csirkéi a beriberi tüneteit mutatják, mikor étrendjüket megváltoztatták és néhány hónapig a katonai fejadagokból megmaradt rizzsel etették őket. Amikor az új szakács megtagadta, hogy hadsereg rizsét civil állatoknak adják és a piacon vásároltak rizst, a csirkék gyorsan helyrejöttek. A különbség abban volt, hogy a hadsereg hántolt rizst használt, míg az újfajta táp hántolatlan volt. Eijkman sokáig azt feltételezte, hogy a hántolás során elvész valamilyen antitest (ő ezt antiberiberi faktornak nevezte), amely a beriberit ténylegesen okozó baktérium toxinját semlegesíti, csak később barátkozott meg a gondolattal, hogy a tüneteket egy, a szervezet számára fontos komponens hiánya okozza.
Rossz egészségi állapota miatt nem tudta folytatni kutatásait és vissza kellett térnie Hollandiába. Barátjának, Adolphe Vordermannak sikerült megerősítenie, hogy kapcsolat van a beriberi és hántolatlan rizs között, és a későbbiekben kiderítették, hogy a hiányzó faktor a B1-vitamin, a tiamin. A vitaminok felfedezéséhez való hozzájárulásáért Christiaan Eijkmannt (és Frederick Hopkinst) 1929-ben fiziológiai Nobel-díjjal jutalmazták. 

## Kései évei

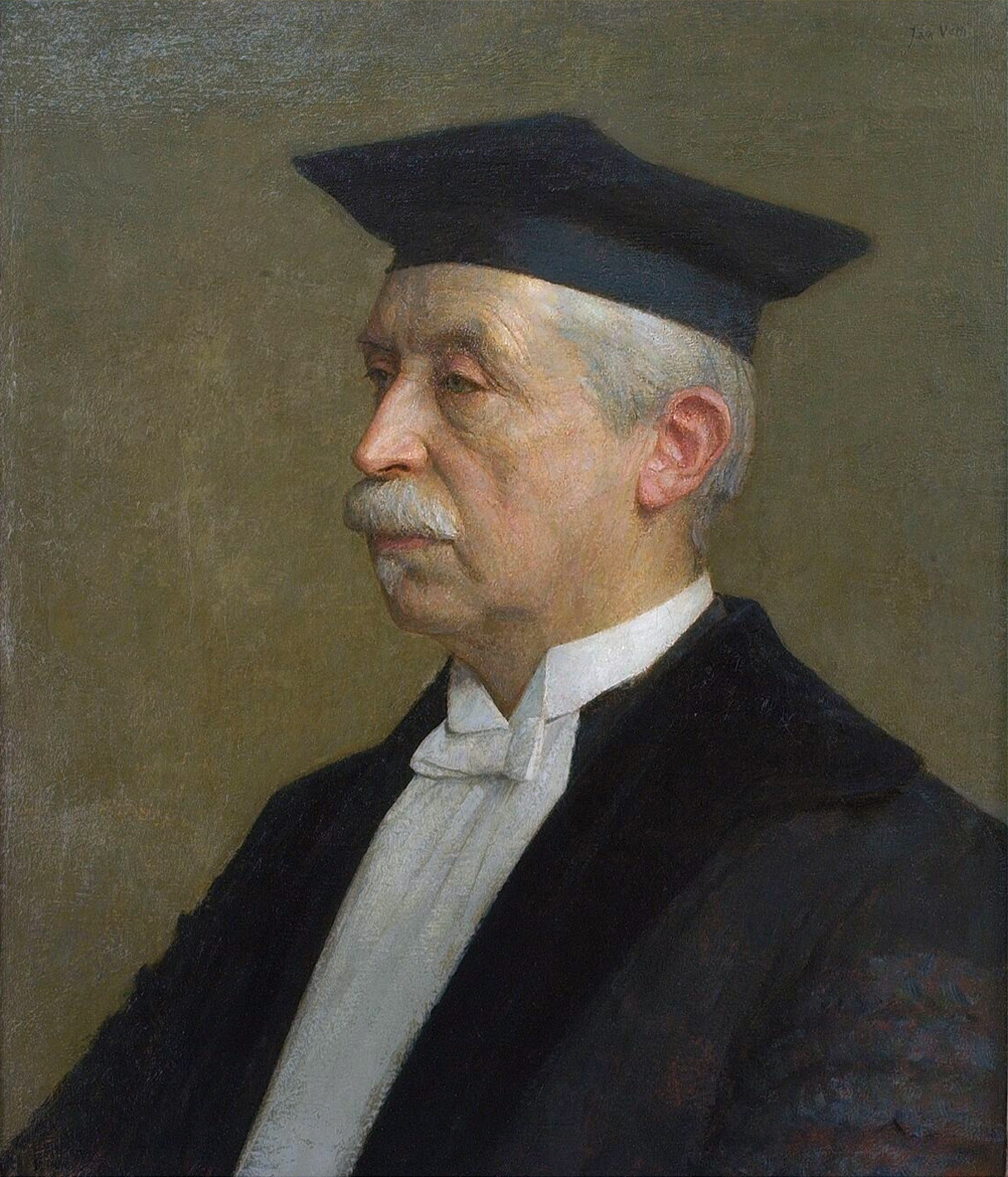
Christiaan Eijkman (Jan Pieter Veth képe, 1923)

1898-ban az Utrechti Egyetem higiéniai és törvényszéki orvostani professzora lett. Figyelmét bakteriológiai kutatásaira fordította és kidolgozott egy erjesztéses módszert, amivel meg tudta állapítani a víz ürülékkel való szennyezettségét. Fontos megfigyeléseket tett a baktériumkolóniák növekedési ütemét és az azt befolyásoló külső tényezőket illetően.
Sokat foglalkozott higiéniai problémákkal, az ivóvízellátással, lakóhelyi és iskolai tisztasággal, a testedzés propagálásával. Küzdött az alkoholizmus és a tüdővész terjedése ellen. 

## Családja
Eijkman 1883-ban, még jávai útja előtt vette feleségül Aaltje Wigeri van Edemát, aki három évvel később meghalt. 1888-ban Batáviában újból megházasodott, Bertha Julie Louise van der Kempet vette el. Egy fiuk született, Pieter Hendrik, aki maga is orvos lett.
Christiaan Eijkman hosszas betegség után, 1930. november 5-én halt meg Utrechtben. 

## Emlékezete
Tiszteletére az indonéz kormány Eijkman Molekuláris Biológiai Intézetnek nevezte el azt a laboratóriumot, amelynek egykor vezetője volt.

## Külső hivatkozások
- Christiaan Eijkman (1858-1930) Utrechti Egyetem
- Christiaan Eijkman - Biographical Nobelprize.org
- Christiaan Eijkman Notable Names Database